# Holubice (nádraží)
Holubice jsou železniční stanice v jihomoravských Holubicích. Nachází se na železniční trati z Brna do Přerova u sjezdu z dálnice D1. Do stanice je zaústěna spojka z Vlárské dráhy, kterou využívá většina dálkové dopravy.

## Historie
Železniční stanici v Holubicích přestala Správa železnic (tehdy Správa železniční dopravní cesty) spolu s Komořany u Vyškova a Velešovicemi uvádět v jízdních řádech od platnosti jízdního řádu pro období 2011/2012. V roce 2024 Jihomoravský kraj naplánoval prodloužení vlakových spojů linky S2 (dnes Letovice–Brno–Holubice) z regionální tratě z vedlejších Křenovic do Holubic (a části spojů až do Vyškova) kvůli špatné dopravní situaci na dálnici D1 zejména v dopravních špičkách pracovních dnů. Díky blízkosti dálnice je tak výhodou možnost přesunu značné části cestujících z aut do vlaků. Osobní vlaky zde začaly od konce roku 2024 zastavovat.

## Budoucnost
Současná obsluha osobními vlaky přes Křenovice je přechodné řešení. Železniční trať mezi Brnem a Přerovem má projít kolem roku 2030 zdvoukolejněním a modernizací na rychlost 200 km/h, v jejímž rámci dojde k vybudování nové železniční zastávky Holubice a nahrazení současné železniční stanice. Díky této stavbě a zvýšení kapacity trati bude možné zavést pravidelnou příměstskou železniční dopravu mezi Brnem a Vyškovem, kterou v současnosti není možné provozovat kvůli vyčerpání kapacity dálkovou dopravou.

## Popis stanice
Stanice je vybavena elektromechanickým zabezpečovacím zařízením vzor 5007 s řídicím přístrojem v dopravní kanceláři a závislými stavědly na zhlavích. Zabezpečovací zařízení zahrnuje rovněž světelná, na sobě závislá návěstidla, výhybky s elektromotorickými přestavníky. Přímo u budovy je průběžná manipulační kolej č. 6, dále následují celkem čtyři dopravní koleje v pořadí 4, 2, 1 a 3, za ní je ještě manipulační kolej č. 5.
U kolejí č. 1 a 2 jsou zřízena vnější jednostranná nástupiště, k příchodu slouží úrovňové přechody přes koleje. Nástupiště u koleje č. 1 má délku 106 m, u koleje č. 2 délku 160 m.
Stanice je kryta z dvoukolejných návazných traťových úseků vjezdovými návěstidly L (od Rousínova) v km 29,396, z opačného směru pak S (od Křenovic horního nádraží) v km 28,076 a BS ((od Blažovic) v km 27,930 (= 2,204 spojky).
Jízdy vlaků v traťových úsecích do Rousínova a Křenovic horního nádraží jsou zabezpečeny reléovým poloautomatickým blokem bez kontroly volnosti tratě. V úseku do Blažovic se pak jízdy vlaků zabezpečují pomocí automatického hradla bez oddílových návěstidel.
Na křenovickém zhlaví je přejezd P7187, který je vybaven světelným přejezdovým zabezpečovacím zařízením bez závor.